# Kaléntzi (ort i Grekland, Epirus)
Kaléntzi (Kalentzi) är en ort i Grekland.   Den ligger i prefekturen Nomós Ioannínon och regionen Epirus, i den centrala delen av landet, 290 km nordväst om huvudstaden Aten. Kaléntzi ligger 601 meter över havet och antalet invånare är 309.
Terrängen runt Kaléntzi är huvudsakligen kuperad, men söderut är den bergig. Runt Kaléntzi är det glesbefolkat, med 19 invånare per kvadratkilometer. Närmaste större samhälle är Anatolí, 18,8 km nordväst om Kaléntzi. I omgivningarna runt Kaléntzi växer i huvudsak blandskog.